# Liste der Biografien/Salp
Liste der Biografien |
Portal Biografien |
Personensuche
# |
A |
B |
C |
D |
E |
F |
G |
H |
I |
J |
K |
L |
M |
N |
O |
P |
Q |
R |
S |
T |
U |
V |
W |
X |
Y |
Z |
?
 
Sa |
Sb |
Sc |
Sd |
Se |
Sf |
Sg |
Sh |
Si |
Sj |
Sk |
Sl |
Sm |
Sn |
So |
Sp |
Sq |
Sr |
Ss |
St |
Su |
Sv |
Sw |
Sy |
Sz
 
Saa |
Sab |
Sac |
Sad |
Sae |
Saf |
Sag |
Sah |
Sai |
Saj |
Sak |
Sal |
Sam |
San |
Sao |
Sap |
Saq |
Sar |
Sas |
Sat |
Sau |
Sav |
Saw |
Sax |
Say |
Saz
 
Sala |
Salb |
Salc |
Sald |
Sale |
Salf |
Salg |
Salh |
Sali |
Salj |
Salk |
Sall |
Salm |
Saln |
Salo |
Salp |
Salq |
Sals |
Salt |
Salu |
Salv |
Salw |
Saly |
Salz
Die Liste der Biografien führt alle Personen auf, die in der deutschsprachigen Wikipedia einen Artikel haben. Dieses ist eine Teilliste mit 11 Einträgen von Personen, deren Namen mit den Buchstaben „Salp“ beginnt.

## Salp

### Salpa
- Salpakari, Yrjö (* 1945), finnischer Biathlet
- Salparow, Teodor (* 1982), bulgarischer Volleyballspieler

### Salpe
- Salpe, antike griechische Hebamme
- Salpeter, Edwin (1924–2008), österreichisch-australisch-amerikanischer Astrophysiker
- Salpeter, Lonah Chemtai (* 1988), israelische Langstreckenläuferin
- Salpeter, Max (1908–2010), britischer Geiger
- Salpeter, Walter (1902–1947), deutscher Jurist und SS-Führer

### Salpi
- Salpingidis, Dimitrios (* 1981), griechischer FußballspielerDimitrios Salpingidis (* 1981)

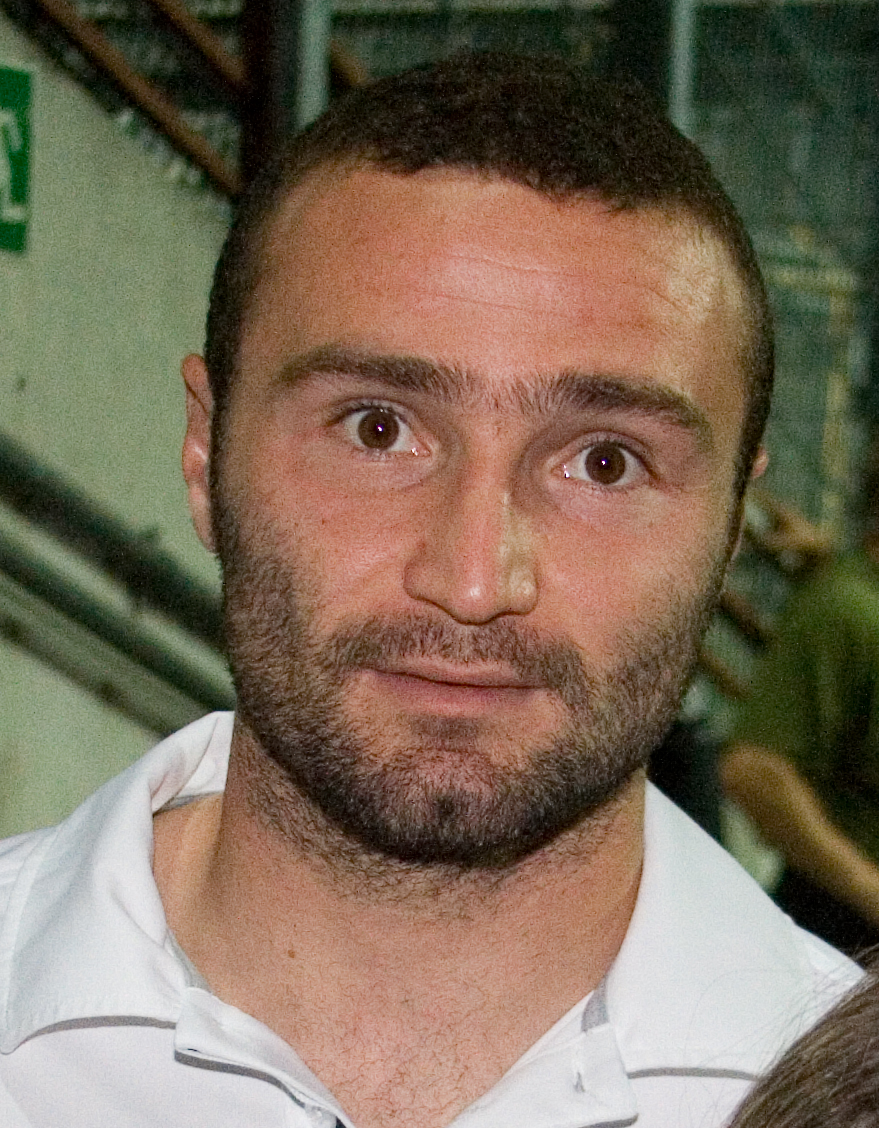
Dimitrios Salpingidis (* 1981)

- Salpius, Botho von (1823–1874), deutscher Jurist und Oberappellationsrat
- Salpius, Wilhelm von (1785–1866), preußischer Generalmajor, Kommandant von Danzig

### Salpo
- Salpointe, Jean-Baptiste (1825–1898), französischer Bischof in den Vereinigten Staaten